# Dyersville
Dyersville és una població dels Estats Units a l'estat d'Iowa. Segons el cens del 2006 tenia 4.167 habitants.

## Demografia
Segons el cens del 2000, Dyersville tenia 4.035 habitants, 1.578 habitatges, i 1.117 famílies. La densitat de població era de 338,7 habitants/km².
Dels 1.578 habitatges en un 35,4% hi vivien nens de menys de 18 anys, en un 61% hi vivien parelles casades, en un 7,8% dones solteres, i en un 29,2% no eren unitats familiars. En el 25,7% dels habitatges hi vivien persones soles el 13,2% de les quals corresponia a persones de 65 anys o més que vivien soles. El nombre mitjà de persones vivint en cada habitatge era de 2,52 i el nombre mitjà de persones que vivien en cada família era de 3,07.
Per edats la població es repartia de la següent manera: un 28% tenia menys de 18 anys, un 6,7% entre 18 i 24, un 29,1% entre 25 i 44, un 18,5% de 45 a 60 i un 17,7% 65 anys o més.
L'edat mediana era de 36 anys. Per cada 100 dones de 18 o més anys hi havia 88,8 homes.
La renda mediana per habitatge era de 38.469 $ i la renda mediana per família de 45.625 $. Els homes tenien una renda mediana de 29.674 $ mentre que les dones 21.312 $. La renda per capita de la població era de 17.195 $. Entorn del 4,6% de les famílies i el 4,8% de la població estaven per davall del llindar de pobresa.

## Poblacions més properes
El següent diagrama mostra les poblacions més properes.